# Vriesea botafogensis
Vriesea botafogensis là một loài thuộc chi Vriesea. Đây là loài đặc hữu của Brasil.